# Acorus variegat
L'acorus variegat (Acorus gramineus) és una espècie botànica que pertany al gènere Acorus. És nativa d'Àsia, es pot trobar a l'Índia, Myanmar, Tailàndia, les Filipines, la Xina, Corea o el Japó.
És una planta rizomatosa, perenne, amb fulles que surten de l'extrem del rizoma i que li donen un aspecte herbaci. Floreix a la primavera en una inflorescència, un espàdix.